# Лос-Нопалітос (Техас)
Лос-Нопалітос (англ. Los Nopalitos) — переписна місцевість (CDP) в США, в окрузі Вебб штату Техас. Населення — 49 осіб (2020).

## Географія
Лос-Нопалітос розташований за координатами 27°37′10″ пн. ш. 99°12′20″ зх. д. / 27.61944° пн. ш. 99.20556° зх. д. (27.619521, -99.205609).  За даними Бюро перепису населення США в 2010 році переписна місцевість мала площу 0,38 км², уся площа — суходіл.

## Демографія
Згідно з переписом 2010 року, у переписній місцевості мешкали 62 особи в 11 домогосподарстві у складі 11 родини. Густота населення становила 162 особи/км².  Було 20 помешкань (52/км²).
Расовий склад населення:
| - 72,6 % — білих - 27,4 % — осіб інших рас |

До двох чи більше рас належало 0,0 %. Частка іспаномовних становила 96,8 % від усіх жителів.
За віковим діапазоном населення розподілялося таким чином: 40,3 % — особи молодші 18 років, 51,6 % — особи у віці 18—64 років, 8,1 % — особи у віці 65 років та старші. Медіана віку мешканця становила 24,0 року. На 100 осіб жіночої статі у переписній місцевості припадало 82,4 чоловіків;  на 100 жінок у віці від 18 років та старших — 94,7 чоловіків також старших 18 років.
Цивільне працевлаштоване населення становило 16 осіб. Основні галузі зайнятості: будівництво — 50,0 %, сільське господарство, лісництво, риболовля — 50,0 %.